# Pär Bergman
Pär Bergman, historiador e tradutor sueco nascido em 1933, foi aluno da Universidade de Uppsala, onde frequentou as disciplinas de história, ciência política, história literária, línguas escandinavas, pedagogia, francês e italiano, vindo a licenciar-se nas duas línguas românicas. Durante o doutorado, realizou pesquisas em Paris (1957-1958), assim como em Roma e Florença (1959-1960). 
Em 1962, defendeu sua tese sobre o futurismo italiano e francês, publicada em livro com o título "Modernolatria" et "Simultaneità": recherches sur deux tendances dans l'avant-garde littéraire en Italie et en France à la veille de la première guerre mondiale (Uppsala: Svenska Bokförlaget/Bonniers, 1962). Afora ter-lhe rendido um cargo docente na Rudbecksskolan, em Sollentuna (instituição da qual Bergman foi professor de sueco e de história entre 1962 e 1988), a tese de Bergman recebeu elogios de críticos severos como Kjell Espmark e Ulf Linde. Outros intelectuais europeus, como o historiador e crítico de arte italiano Enrico Crispolti, por exemplo, referiram-se a “Modernolatria” e “Simultaneità” como um estudo pioneiro clássico sobre o futurismo.
O gosto pela linguagem fez com que, além do francês e do italiano, Bergman aprendesse sozinho o idioma russo e, a partir de 1975, tomasse aulas de chinês clássico e moderno na Universidade de Estocolmo. Aliás, o interesse pelo futurismo e pelo russo teria continuidade com Il futurismo italiano e il futurismo russo (1976). 
No campo da literatura russa, ainda na década de 60, Bergman investigou o papel-modelo dos heróis retratados nos livros ligados à Revolução. Já a proximidade com a literatura francesa fez com que ele se aprofundasse em estudos sobre as obras de Apollinaire e Blaise Cendrars. 
Quando a Revolução Cultural estourou na China, Bergman decidiu estudar a forma pela qual as figuras-padrões ou exemplares eram apresentadas nos livros e jornais chineses. Como resultado dessas pesquisas, em 1984, Bergman publicou, pela editora da Universidade de Estocolmo, a sua própria versão para o inglês de seu estudo de 1976, intitulado Exempelberättelser och mönstergestalter i folkrepubliken Kina kring kulturrevolutionen (em inglês, Paragons of virtue in Chinese short stories during the cultural revolution). 
Em 1993, a Academia Sueca concedeu-lhe o prêmio anual Professor Sueco. 
Sua tradução do romance clássico chinês O Sonho da Câmara Vermelha (Drömmar om röda gemak) de Cao Xueqin, publicado em cinco volumes pela Editora Atlantis (Estocolmo, 2005-2011), recebeu, em 2011, o Prêmio Letterstedt para Traduções da Academia Real das Ciências da Suécia. Göran Malmqvist, professor emérito de Sinologia da Universidade de Estocolmo, considerou este último trabalho de Bergman comparável em grandeza e importância às traduções anteriores para o sueco das peças de William Shakespeare, por Carl August Hagberg, e de Em busca do tempo perdido, de Marcel Proust, por Gunnel Vallquist.
1. ↑  «Cópia arquivada». Consultado em 13 de fevereiro de 2015. Arquivado do original em 4 de março de 2016
2. ↑  http://www.svd.se/kultur/understrecket/oversattarens-bragd-gav-oss-litterar-skatt_6466328.svd